# Reevesia rotundifolia
Reevesia rotundifolia là một loài thực vật có hoa trong họ Cẩm quỳ. Loài này được Chun miêu tả khoa học đầu tiên năm 1934.